# Eutima levuka
Eutima levuka is een hydroïdpoliep uit de familie Eirenidae. De poliep komt uit het geslacht Eutima. Eutima levuka werd in 1899 voor het eerst wetenschappelijk beschreven door Agassiz & Mayer. 